# Seleção Cazaque de Futebol
A Seleção Cazaque de Futebol representa o Cazaquistão nas competições de futebol da FIFA.
A eliminatória para a Copa de 2006 foi a primeira do Cazaquistão na Europa, já que o país disputava as eliminatórias asiáticas anteriormente.

## Trajetória

### Período na AFC (1992-2002)
Antes da filiação à UEFA, a Seleção Cazaque participava das Eliminatórias Asiáticas para a Copa desde 1992, um ano após declarar sua independência em relação à URSS. No mesmo ano, fez sua primeira partida oficial contra outra ex-república soviética, o Turcomenistão, ainda com a bandeira dos tempos de URSS. O jogo terminou em 1 a 0 para os cazaques.
Nos tempos que disputava as Eliminatórias da Ásia, o Cazaquistão chegou a flertar a classificação para a Copa de 2002, empatando com o Iraque em pontos no Grupo G da primeira fase (ambos marcaram 14), mas os iraquianos avançaram por conta do saldo de gols - embora o Cazaquistão havia sofrido apenas dois.

## Mudança para a UEFA
Ainda em 2002, a Federação de Futebol do Cazaquistão, visando um aumento das chances de classificação para a Copa, conseguiu a mudança para a UEFA, porém o desempenho, se comparado ao obtido na época de AFC, caiu bastante - a ponto de o Cazaquistão sofrer sua maior derrota até então: 6 a 0 a favor da Turquia, em plena Almaty. O mesmo resultado desfavorável aconteceu em 2008, no jogo contra a Rússia, em Moscou.
Em 2021, o Cazaquistão sofreu sua pior derrota na história ao levar 8 gols da França, em Paris.

## Desempenho em Copas
- 1930 a 1994 - Não participou, pois era parte da URSS.
- 1998 a 2018 - Não se classificou.

## Desempenho na Copa da Ásia
- 1956 a 1992 - Não participou, pois era parte da URSS.
- 1996 a 2000 - Não se classificou.

## Desempenho na Eurocopa
- 1960 a 1992 - Não participou; fazia parte da URSS
- 1996 a 2004 - Não participou; ainda fazia parte da AFC e filiou-se à UEFA em 2002
- 2008 a 2021 - Não se classificou

## Estatísticas
- Atualizado até 11 de setembro de 2023[carece de fontes?]

Jogadores em negrito ainda em atividade pela Seleção Cazaque.